# 影片剪輯軟體
影片剪輯軟體是一種應用軟體，可在電腦非線性剪輯系統（NLE）上處理數位影片的後製剪輯。它取代了傳統的平面賽璐珞底片剪輯工具，以及類比的錄影帶線性剪輯機器。
非線性剪輯軟體通常是以時間軸（timeline）介面為基礎， 錄製的動態影片片段（clip）依播放順序在時間軸上排列。非線性剪輯軟體提供了各種編輯片段的工具，包括裁剪、分割、切斷，也能重新組合排列時間軸上的各個片段。隨著非線性剪輯軟體的發展進步，所包含的功能也逐漸擴充，現在大多數的消費者和專業非線性剪輯系統也加入了調整影片色彩、影片校正和視覺特效功能，也能編輯或混合與影片序列同步的音訊。
當剪輯計畫完成後，非線性剪輯系統能將計劃輸出成多種格式，包括公開播送用的影帶格式，或可透過網路、DVD和行動裝置傳輸的壓縮檔案格式。在 NLE 软件中，用户操作序列上的视频、图像和音频部分。 这些剪辑可以通过多种不同的方式进行修剪、剪切和操作。 编辑完成后，用户将序列导出为视频文件。